# Campeonato Mundial de Luge de 1983
O Campeonato Mundial de Luge de 1983 foi a 21ª edição da competição e foi disputada entre os dias 5 e 6 de fevereiro em Lake Placid, Estados Unidos.

## Medalhistas
| Evento                        | Ouro                                                | Prata                                   | Bronze                                                     |
| Individual masculino detalhes | CAN Miroslav Zajonc                                 | URS Sergej Danilin                      | ITA Paul Hildgartner                                       |
| Individual feminino detalhes  | DDR Steffi Martin                                   | DDR Melitta Sollmann                    | DDR Ute Weiss                                              |
| Duplas detalhes               | DDR Alemanha Oriental Jörg Hoffmann Jochen Pietzsch | ITA Itália Hansjörg Raffl Norbert Huber | FRG Alemanha Ocidental Hans Stanggassinger Franz Wembacher |

## Quadro de medalhas
| Ordem | País               |   |   |   |   |
| 1     | Alemanha Oriental  | 2 | 1 | 1 | 4 |
| 2     | Canadá             | 1 |   |   | 1 |
| 3     | Itália             |   | 1 | 1 | 2 |
| 4     | União Soviética    |   | 1 |   | 1 |
| 5     | Alemanha Ocidental |   |   | 1 | 1 |
| 6     | Estados Unidos     |   |   |   | 0 |